# Donald Jay McMullen
Donald Jay McMullen, britanski general, * 1891, † 1967.